# Roberta Okamoto
Roberta Okamoto (Araçatuba, 24 de novembro de 1972) é uma odontóloga e pesquisadora brasileira, que atua como docente odontologia na disciplina Anatomia e desenvolve pesquisas nas áreas de Cirurgia e Implantodontia, com ênfase em estudos pré-clínicos in vivo. É professora titular no Departamento de Ciências Básicas da Faculdade de Odontologia de Araçatuba, da Universidade Estadual Paulista (Unesp), com regime de dedicação integral (RDIDP).

## Carreira
Roberta Okamoto é graduada em Odontologia pela mesma faculdade, possui mestrado (1997) e doutorado (2001) em Ciências, com ênfase em Fisiologia, pela Faculdade de Medicina de Ribeirão Preto, da Universidade de São Paulo (FMRP-USP). Realizou pós-doutorado em Cirurgia e Traumatologia Bucomaxilofacial na Unesp (2003-2005) e obteve o título de Livre Docente na mesma instituição em 2016.
Atualmente, Roberta Okamoto é docente permanente do Programa de Pós-graduação em Odontologia da Unesp, atuando nas áreas de Implantodontia e Cirurgia e Traumatologia Bucomaxilofacial. Lidera o grupo de pesquisa intitulado Interferências Sistêmicas no Reparo Ósseo, registrado no Conselho Nacional de Desenvolvimento Científico e Tecnológico (CNPq). Coordena o Laboratório para Estudo de Tecidos Mineralizados da Unesp, cadastrado na Plataforma Nacional de Infraestrutura de Pesquisa.
Nas suas atividades de ensino e pesquisa, orienta alunos de graduação, pós-graduação e pós-doutoramento, em pesquisas em colaboração entre pós-graduandos, pós-doutorandos e graduandos (estágios de iniciação científica) e que compartilham temas de estudo.
Suas pesquisas abrangem temas como reparo ósseo, metabolismo ósseo, biomateriais, e as implicações de condições sistêmicas no processo de reparo. Participa de redes de pesquisa internacionais, como projetos em convênio com o Programa Institucional de Internacionalização (Print) da Coordenação de Aperfeiçoamento de Pessoal de Nível Superior (Capes)/Print, e é bolsista de Produtividade em Pesquisa do CNPq (nível PQ2).

### Reparação Tecidual
Roberta Okamoto desenvolve pesquisas translacionais utilizando modelos pré-clínicos in vivo para investigar a influência de condições sistêmicas no reparo ósseo, com foco em situações como osteoporose, diabetes tipo 2 e hipertensão. Seus estudos incluem a avaliação de terapias medicamentosas, como bifosfonatos e fármacos anabólicos, e estratégias inovadoras de liberação controlada de fármacos (drug delivery). O objetivo é desenvolver estratégias terapêuticas em implantes dentários e tratamentos que conciliem intervenções locais e sistêmicas. Também Investiga as respostas celulares no processo de reparo tecidual após injúrias, com uso de biomateriais e tecnologias diversas.

## Publicações
Roberta Okamoto possui publicações em periódicos e colaborações com redes de pesquisa internacionais e participa ativamente em conferências, tanto nacionais quanto internacionais sobre suas área de atuação.

## Prêmios e reconhecimento
- 2012 - Coautora de trabalho premiado no 27º Encontro Anual da American Academy of Osseointegration[16]
- 2016 - 1º lugar, Sociedade Brasileira de Pesquisa Odontológica[17]
- 2016 - 1º e 3º lugar, Grupo Brasileiro de Reciclagem em Prótese e Implante[17]
- 2016 - Menção Honrosa, Faculdade de Odontologia de Araçatuba[17]
- 2016 - Quatro Menções Honrosas, Faculdade de Odontologia de Bauru[17]
- 2017 - 2º lugar, Grupo Brasileiro de Reciclagem em Prótese e Implante[17]
- 2017 - 1º lugar, 7º Congresso da FOA-UNESP[17]
- 2017 - Prêmio Myaki Issao e Menção Honrosa, Sociedade Brasileira de Pesquisa Odontológica[17]
- 2017 - 1º lugar, 3º lugar e duas Menções Honrosas, 30º Congresso Odontológico de Bauru[17]
- 2017 - 1º lugar e Menção Honrosa, 39ª Jornada Odontológica de Ribeirão Preto[17]
- 2017 - Menção Honrosa, 9º Círculo de Palestras à Comunidade (CIRPAC FOA)[17]
- 2018 - Cinco Menções Honrosas, 8º Congresso da FOA-UNESP[17]
- 2018 - Quatro Menções Honrosas, 31º Congresso Odontológico de Bauru[17]
- 2019 -1º lugar e duas Menções Honrosas, 8º Congresso da FOA-UNESP[17]
- 2019 - 1º lugar, 11º Círculo de Palestras à Comunidade[17]
- 2019 - Menção Honrosa, Grupo Brasileiro de Reciclagem em Prótese e Implante[17]
- 2019 - 1º lugar, Sociedade Brasileira de Pesquisa Odontológica[17]
- 2020 - 1º Congresso Odontológico Online, FOAr-UNESP[17]
- 2020 - Menção Honrosa, Sociedade Brasileira de Pesquisa Odontológica[17]